# Assinia pulchra
Assinia pulchra là một loài bọ cánh cứng trong họ Cerambycidae.